# Puente Gabriel Tucker
El Puente Gabriel Tucker (en inglés: Gabriel Tucker Bridge) antes llamado el puente del Pueblo, es un puente sobre el río Mesurado en Monrovia, la capital del país africano de Liberia. Fue construido entre 1972 y 1976]. La construcción causó algunas interrupciones menores a las poblaciones locales y el Museo Nacional de Liberia tuvo que ser trasladado a mediados de la década de 1970 para facilitar la construcción de la estructura. Fue diseñado por Gabriel Johnson Tucker, en honor de quien el presidente liberiano William R. Tolbert nombró el puente. 
El puente conecta la unidad de las Naciones Unidas a la isla de Bushrod vía la isla Providence.